# Moshe Ya'alon
Mosche "Bogie" Ja'alon (tiếng Hebrew: משה "בוגי" יעלון; sinh Moshe Smilansky ngày 24 tháng 6 năm 1950) là một chính trị gia Israel và cựu Tham mưu trưởng của Lực lượng Quốc phòng Israel. Ông hiện đang phục vụ nới tư cách là thành viên của Knesset cho Likud, cũng như của Phó Thủ tướng Chính phủ và Bộ trưởng Bộ Nội vụ chiến lược của quốc gia. Jaalon nay là phó thủ tướng Israel.
Jaalon có liên hệ đến vụ ám sát một nhân vật lãnh đạo Hamas năm 2002 nhưng cũng làm thiệt mạng 14 người khác, kể cả chín trẻ nhỏ. Vì điều này, ngày 5 tháng 10 năm 2009, Jaalon hủy bỏ chuyến viếng thăm Anh do lo ngại rằng ông có thể bị bắt về tội tình nghi gây ra tội ác chiến tranh, và trở thành giới chức Israel mới nhất bị ảnh hưởng bởi một cuộc vận động pháp lý của phía Palestine tại Anh. Jaalon được mời đến tham dự buổi gây quỹ cho một tổ chức thiện nguyện Israel và tham khảo với các cố vấn pháp lý. Quyết định của Jaalon xảy ra đầu tháng 10 năm 2009, sau khi các nhà tranh đấu Palestine có nỗ lực bất thành trong việc đòi cảnh sát bắt giữ bộ trưởng Quốc phòng Israel khi ông này viếng thăm Anh. "Ðây là cuộc vận động nhằm triệt hạ thế chính thống của Israel," Jaalon nói trong bản thông cáo gửi đến báo chí.
Một số giới chức Israel đang bị đe dọa sẽ phải đối đầu với các vụ kiện ở Anh dựa trên nguyên tắc pháp lý về "quyền xét xử chung" theo đó một số tội quá trầm trọng có thể bị truy tố ở một địa phương cho dù bị cáo buộc là xảy ra ở nơi khác. Các tổ chức Palestine đang dùng nguyên tắc pháp lý này để truy đuổi các sĩ quan Israel từng tham dự vào các cuộc hành quân chống dân quân Palestine mà theo họ khiến cho thường dân thiệt mạng. Chính phủ Israel bác bỏ mọi tố cáo cho rằng quân đội của họ hành xử bất hợp pháp.